# دنجن (دهانه)
دنجن یک دهانه برخوردی در ماه‌ است.

## دهانه‌های اقماری
این دهانه ۴ دهانه اقماری دارد.
| Danjon | عرض جغرافیایی | طول جغرافیایی | قطر          |
| ------ | ------------- | ------------- | ------------ |
| X      | ۱۰.۰° S       | ۱۲۲.۸° E      | ۶۵.۰ کیلومتر |
| K      | ۱۳.۸° S       | ۱۲۵.۱° E      | ۱۷.۰ کیلومتر |
| J      | ۱۲.۸° S       | ۱۲۵.۶° E      | ۲۳.۰ کیلومتر |
| M      | ۱۳.۹° S       | ۱۲۴.۱° E      | ۱۲.۰ کیلومتر |